# Dai Xiaoxiang
Dai Xiaoxiang, född 15 december 1990 i Xiamen, Fujian, är en kinesisk bågskytt som tog OS-brons i den individuella tävlingen vid de olympiska bågskyttetävlingarna 2012 i London.